# 阿娜希塔
阿娜希塔（波斯語：آناهیتا）是古代伊朗神话中的女神，全名阿雷德维·苏拉·阿纳希塔（Aredvi Sura Anahita / Arədvī Sūrā Anāhitā），是受崇拜的印度-伊朗宇宙形象，被视为“水”（阿班）之神，因此与生育、疗愈和智慧相关联。
伊朗还有一座名为阿纳希塔的寺庙。阿纳希塔的神殿崇拜以及其他神殿崇拜大约始于公元前4世纪，并一直持续到萨珊王朝时期的偶像破坏运动之后。
女神阿纳希塔的象征是莲花。莲花节是伊朗的一个节日，通常在七月的第六天举行。